# Идрисси, Уссама
Усса́ма Идрисси́ (нидерл. Oussama Idrissi, араб. أسامة ادريسي‎; род. 26 февраля 1996 года, Берген-оп-Зом, Нидерланды) — марокканский и нидерландский футболист, нападающий мексиканского клуба «Пачука» и сборной Марокко.

## Клубная карьера
Идрисси является воспитанником «Фейеноорда», откуда он попал в «Гронинген». До этого так же тренировался в академии НАК Бреда.
19 декабря 2015 года дебютировал в Эредивизи в поединке против «Хераклеса», выйдя на замену на 70-й минуте вместо Ярхинио Антониа. Спустя два месяца, 7 февраля 2016 года забил свой первый профессиональный мяч на 75-й минуте в ворота «Камбюра». Всего в дебютном сезоне провёл 18 матчей, ровно в половине из них выходил в стартовом составе, забил три мяча. 20 июля 2016 года подписал с клубом новый улучшенный контракт до лета 2020 года.
1 февраля 2021 года перешёл в «Аякс» на правах аренды. 18 февраля дебютировал за клуб в матче 1/16 финала Лиги Европы против французского «Лилля», выйдя на замену на 82-й минуте вместо Антони. 21 февраля дебютировал за «Аякс» в Эредивизи, выйдя на замену в матче против «Спарты», заменив Душана Тадича.
В июле 2022 года был арендован «Фейеноордом» до конца сезона 2022/23.
19 сентября 2023 года перешёл в мексиканский клуб «Пачука».

## Карьера в сборной
Выступал за юношескую сборную Нидерландов до 17 лет. Принимал участие в отборочных поединках к чемпионату Европы 2013 года среди юношей до 17 лет.
В 2019 году принял марокканское гражданство и был заигран за сборную Марокко. Дебютировал в отборочных матчах Кубка африканских наций в матче против Малави.

## Достижения
«Аякс»
- Чемпион Нидерландов: 2020/21
- Обладатель Кубка Нидерландов: 2020/21

«Фейеноорд»
- Чемпион Нидерландов: 2022/23